# Wrocław-Śródmieście (Stadtbezirk)

Śródmieście auf der Karte von Breslau

Wrocław-Śródmieście oder einfach Śródmieście (deutsch Stadtmitte) ist ein Stadtbezirk in der Mitte der polnischen Stadt Breslau; nördlich und nordöstlich des Stadtbezirks Stare Miasto (Altstadt).

## Allgemeines
Seit dem Jahre 1990 haben in der polnischen Kommunalpolitik die kleineren Stadtteile (pl. Osiedle) an Bedeutung gewonnen, doch ein Stadtbezirk wie Śródmieście besitzt nach wie vor einige Stadtbezirksbehörden wie eine eigene Finanzbehörde (pl. Urząd Skarbowy), ein Gesundheitsamt und ein Polizeipräsidium.
Ein Teil des Stadtbezirks rund um die einstige Kaiserstraße (Plac Grunwaldzki) wurde im Jahre 1945 nicht durch direkte Kampfhandlungen zerstört, sondern auf Befehl des Gauleiters Karl Hanke abgerissen, um dort einen Flugplatz innerhalb der belagerten Stadt (vgl. Schlacht um Breslau) zu bauen. Dabei sind ca. 13.000 Zwangsarbeiter umgekommen. Von dem Flugplatz ist nur ein Flugzeug gestartet, mit dem Hanke floh.
Heute ist die westliche Seite des Platzes mit sechzehngeschossigen Wohnhochhäusern mit einem Einkaufszentrum im Erdgeschoss bebaut. Die nach dem Entwurf der Architektin Jadwiga Grabowska-Hawrylak errichtete Anlage wird im Volksmund als Manhattan bezeichnet. Östlich des Platzes befindet sich das Gelände der TH Breslau zum Teil mit historisierenden Gebäuden der 1910er und 1950er Jahre, zum Teil mit Hochhäusern.
Die Stadtteile Biskupin, Sępolno, Szczytniki, Zacisze und Zalesie zählen zu den bevorzugten Wohngegenden der Stadt.

## Stadtbezirksgliederung
Die Stadtteile des Stadtbezirks Śródmieście sind (in den Klammern der deutsche Name und das Jahr der Eingemeindung nach Breslau):
- Bartoszowice (Barthel, 1928),
- Biskupin (Bischofswalde, 1928),
- Dąbie (Grüneiche, 1928),
- Nadodrze (Odertor, entstanden 1991 durch Teilung Ołbins),
- Ołbin (Elbing, 1808),
- Plac Grunwaldzki (Kaiserstraße, entstanden 1991 durch Teilung Ołbins),
- Sępolno (Zimpel, 1924),
- Szczytniki (Scheitnig)
- Zacisze (Wilhelmsruh, 1928),
- Zalesie (Leerbeutel, 1904)